# Brug bij Kwaadmechelen
De brug bij Kwaadmechelen is een boogbrug over het Albertkanaal nabij Kwaadmechelen in de Belgische gemeente Ham.
De huidige brug werd gebouwd ter vervanging van de, in 2007 afgebroken, enkele meters verderop gelegen weg- en spoorbrug. De spoorbrug maakte deel uit van spoorlijn 17. Deze vakwerkbrug heeft na de opheffing van de lijn nog lange tijd dienstgedaan als voetgangers- en fietsersbrug. De nieuwe brug werd in gebruik genomen in 2008.